# Falange Española de las JONS
Falange Española de las JONS est un parti politique espagnol fondé en 1976. Il se réfère à la Phalange espagnole.

## Histoire
Le parti est créé en 1976, peu après l'effondrement du régime franquiste et durant la transition démocratique espagnole qui suit la mort de Francisco Franco. Il est issu de la division de l'extrême droite, auparavant au pouvoir, en plusieurs courants phalangistes qui « se querellent et revendiquent chacun l’héritage idéologique de José Antonio Primo de Rivera », notamment la Phalange espagnole indépendante et la Falange Española de las JONS aútentica. En octobre 1976, les conflits entre courants phalangistes atteignent un pic avec des affrontements dans Madrid lors de la célébration du 43e anniversaire de la fondation de la Phalange espagnole.
L'acronyme JONS fait référence aux Juntes d'offensive nationale syndicaliste.